# Ictiofobia
Ictiofobia (do grego antigo ἰχθύς, transl. ikhthys, "peixe", e Φόβος, transl. fóbos, "medo") é um termo que designa as fobias ou medos relacionados a peixes, tanto à fobia específica ao próprio animal como qualquer tipo de medo a ele relacionado, como o medo de comer a sua carne, ou o medo de peixes mortos.

## Fobia
A ictiofobia é um medo irracional, intenso e persistente de peixes, descrito como uma fobia específica "incomum", e classificado pela quarta edição do Manual Diagnóstico e Estatístico de Desordens Mentais da Associação Americana de Psiquiatria como um medo que o indivíduo que o tem reconhece como sendo excessivo. Tanto os sintomas quanto as curas da ictiofobia são comuns à maioria das fobias mais específicas.
John B. Watson, um nome célebre do behaviorismo, descreve um exemplo, citado por muitos livros de psicologia, do medo condicionado dum peixe-vermelho numa criança, e um modo de descondicionar o medo através do que se chama atualmente de "terapia de exposição graduada": 
Tente outro método. Deixe seu irmão, de quatro anos, que não tem nenhum medo do peixe, vir até uma tigela e por as mãos nela e pegar o peixe. Apenas assistir, ainda que por infinitas vezes, outra criança destemida brincar com estes animais inofensivos não removerá o medo da criança. Tente então humilhá-lo, fazendo dele um bode expiatório. Suas tentativas são igualmente fúteis. Tentemos, no entanto, este método simples. Coloque a criança, na hora da refeição, na ponta de uma mesa com três ou quatro metros de comprimento, e mova o aquário com o peixe à outra ponta da mesa, e o cubra. Assim que a comida for colocada diante da criança, retire o objeto que cobre o aquário. Se houver algum distúrbio, afaste o aquário para ainda mais longe, até que o distúrbio pare de ocorrer. A alimentação ocorre normalmente, e a digestão não sofre interferência. Repita o procedimento no dia seguinte, movendo o aquário para um pouco mais perto da criança. Em quatro ou cinco dias o aquário poderá ser trazido até a bandeja de comida sem causar o menor distúrbio. Pegue então um copo de vidro, encha-o de água e mova-o para longe da criança, trazendo-o gradualmente para perto, a cada refeição. Da mesma maneira, em três ou quatro dias o pequeno copo de vidro pode ser colocado em sua bandeja, juntamente com o leite. O antigo medo foi expulso pelo treinamento, o descondicionamento ocorreu, e este descondicionamento é permanente.
Por outro lado, a terapia de exposição radical foi usada com sucesso para curar um homem com fobia de peixes capaz de "alterar sua vida", no documentário The Panic Room, de 2007. 

## Fenômeno cultural
Historicamente, o povo navajo era descrito como ictiófobo, devido a sua aversão ao peixe. Este medo, no entanto, foi reconhecido posteriormente como uma aversão cultural ou mítica a animais aquáticos, e não uma condição psicológica.

## Medo de comer peixes
O Journal of the American Medical Association publicou um artigo científico abordando o medo de comer peixe pelo medo de que substâncias tóxicas, como o mercúrio, tenham se acumulado na carne do peixe.

## Casos de ictiofobia
Em sua autobiografia, o futebolista italiano Paolo Di Canio descreve que seu companheiro de time, Peter Grant, sofria de ictiofobia. Durante uma peça, Di Canio descreve a reação de medo de Grant ao encontrar uma cabeça de salmão em sua cama. Grant disse ao jornal The Independent que o objeto em sua cama era na verdade uma "cabeça de tubarão" e "dizer que eu tomei um susto quando coloquei meus pés entre os lençóis é um eufemismo.". Em entrevista Blender, a cantora Rihanna disse que estava no mar uma vez e, com a água cristalina da região, ela começou a ver peixinhos nadando em volta de seus pés. Rihanna teve um ataque de pânico e um homem teve que tirá-la da água.